# Стандартний лінійний корабель

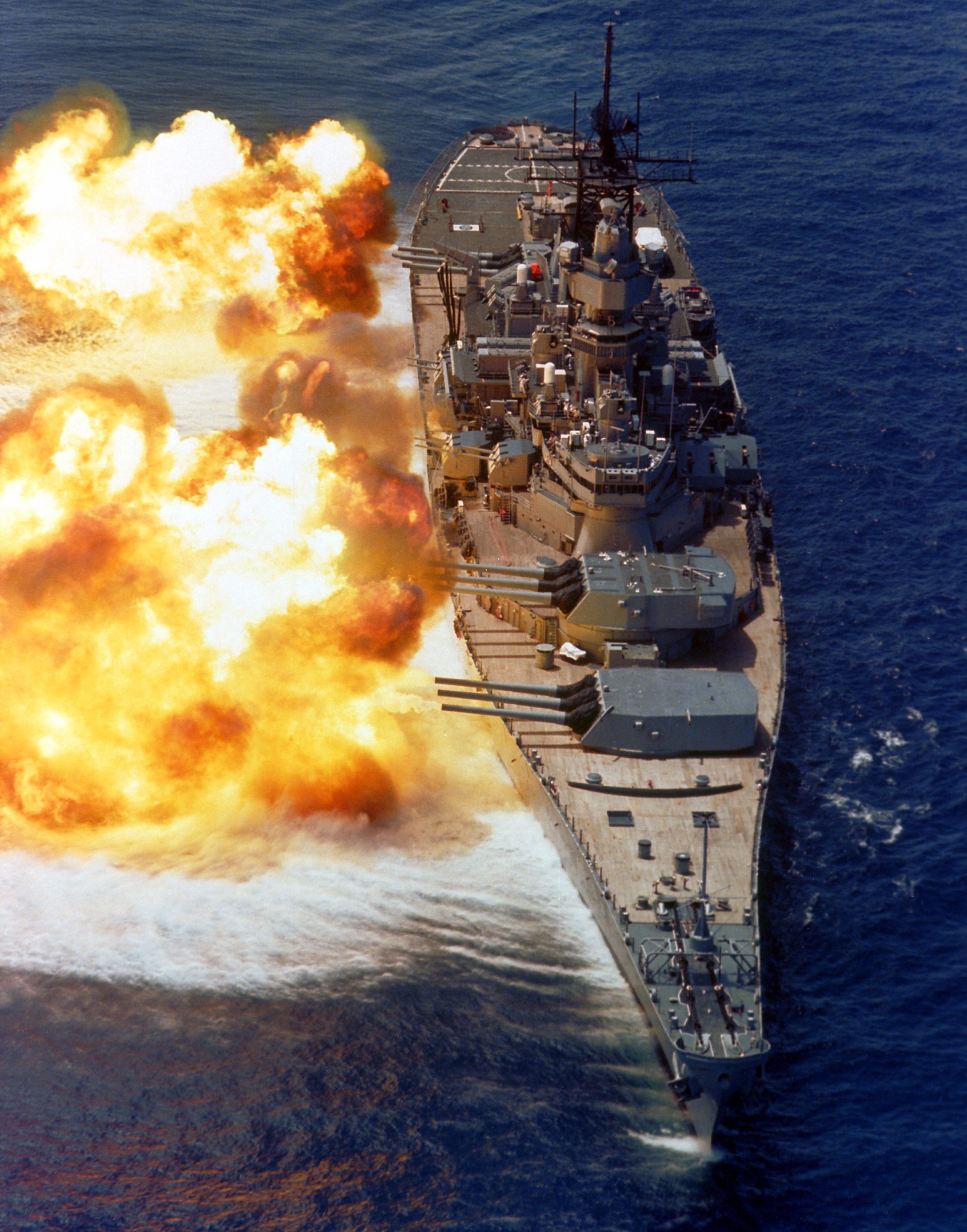
Вогнева міць лінкора, продемонстрована USS Айова (бл. 1984 року).

Стандартний лінійний корабель — серія з 12 лінкорів п'яти класів замовлені ВМС США у період з 1911 по 1916 року та вступили в стрій у період з 1916 по 1923 рік. Ці кораблі отримали назву суперлінкори. У цій серії було враховано досвід Ютландської битви.
Кожний корабель було побудовано із серією прогресивних інновацій, які вплинули на гонку озброєнь напередодні Другої світової війни. Дванадцять суден склали основне бойове ядро ВМС США у міжвоєнний період, а десять перших дредноутів було списано або переведено на другорядну службу. Обмеження Вашингтонського морського договору 1922 року скоротило загальну кількість та розмір лінкорів, а деякі лінкори які ще будувалися були скасовані, тому до початку Другої світової війни не було створено жодного нового лінкора. Станом на 7 грудня 1941 року вісім лінкорів перебували в Перл-Гарборі, один у Бремертоні, Вашингтон, а три були переведені до Атлантичного флоту.

## Доктрина
Стандартний тип, завдяки визначенню загальних тактичних операційних характеристик між класами, дозволив лінкорам різних класів діяти в складі тактичного підрозділу проти лінкорів ворога. На відміну від США, у ВМС інших країн, де були швидкі та повільні лінкори, така взаємодія була ускладнена, тому що підрозділ мав діяти зі швидкість найповільнішого корабля. В іншому випадку бойова лінія буде розділена на «швидке» та «повільне» крила. Стандартний тип було оптимізовано для морської стратегії, яка базувалася на лінкорах як центральному елементі бою.
Наступні класи лінкорів США, починаючи з класу Північна Кароліна розробленого наприкінці 1930-х і притих у стрій в 1941 році, помічено перехід від стандартних лінкорів, до швидких лінкорів які були потрібні для супроводу авіаносців, які почали домінувати в морській стратегії.

## Класи лінкорів стандартного типу
- Лінкори класу Невада
  - USS Nevada (BB-36)
  - USS Oklahoma (BB-37)
- Лінкори класу Пенсильванія
  - USS Pennsylvania (BB-38)
  - USS Arizona (BB-39)
- Лінкори класу Нью-Мексико
  - USS New Mexico (BB-40)
  - USS Mississippi (BB-41)
  - USS Idaho (BB-42)
- Лінкори класу Теннессі
  - USS Tennessee (BB-43)
  - USS California (BB-44)
- Лінкори класу Колорадо
  - USS Colorado (BB-45)
  - USS Maryland (BB-46)
  - USS Washington (BB-47) (не добудовано)
  - USS West Virginia (BB-48)

Характеристики лінкорів стандартного типу:
- схема бронювання усе або нічого
- чотири башти гармат головного калібру по дві в носі і кормі по центру
- дальність ходу 8000 морських миль (15 000 км) економічним ходом
- максимальна швидкість 21 вузол (39 км/год)
- циркуляція 700 ярдів (630 м)

Клас Колорадо перший американський лінкор з гарматами калібру 16 дюймів (406 мм), кінцева точка еволюції лінкорів «Стандартного Типу». Наступним класом лінкорів стандартного типу повинна була стати Південна Дакота, яка мала збільшені розмір та озброєння у порівнянні з класом Колорадо. Вони повинні були мати 684 фути (208 м) у довжину, водотоннажність 43 200 тонн, максимальну швидкість 23 вузли (43 км/год) та нести 12 16-дюймових гармат. Попередній клас лінкорів Колорадо були в довжину 624 фути (190 м), мали водотоннажність в 32 600 тонн, мали максимальну швидкість 21 вузол (39 км/год) та несли батарею з восьми гармат калібру 16 дюймів (406 мм).

## Історія служби

### Перша світова війна
Усі стандартні лінкори мали нафтове живлення. Оскільки нафта була дефіцитною на Британських островах, активно ескортували конвої під час Першої світової війни через Атлантичний океан між США та Великою Британією лише лінкори Невада та Оклахома.

### Міжвоєнний період
Всі стандартні лінкори були модернізовані в період з 1920-х по 1930-ті. Решітчасті щогли на всіх лінкорах, крім класів Теннессі та Колорадо, замінили на триноги щогли з системами керування вогнем на верхівках, було знято торпедні апарати і встановлено зенітні гармати. На старих кораблях кут підвищення гармат головного калібру збільшили до 30°. Більшість стандартних лінкорів отримали протимінні накладки. Кожен корабель отримав одну або дві катапульти та крани, щоб піднімати розвідувальні гідролітаки.

### Друга світова війна
На 7 грудня 1941 року Колорадо перебував на капітальному ремонті на верфі П'юджет-Саунд, а три інших кораблі класу Нью-Мексико були переведені до Атлантичного флоту, інші вісім стандартних лінкорів перебували у Перл-Гарборі в так званому ряді лінкорів.
Під час атаки на Перл-Гарбор на «Аризоні» вибухнув передній артилерійський погріб від влучання бомби, а «Оклахома» перекинулася догори кілем після чисельних торпедних влучень. «Західна Вірджинія» та «Каліфорнія» також затонули, а «Невада» змогла вийти з гавані і невдовзі після цього викинулася на берег. «Теннессі» та «Меріленд» отримали по два влучання бомб кожний.
«Аризона» та «Оклахома» були списані, але інші пошкоджені й затоплені лінкори було піднято і відправлено на Західне узбережжя для відновлення. Вони отримали різні оновлення схожі на ті, які використали на нових швидких лінкорах типу «Південна Дакота». «Теннессі», «Каліфорнія» та «Західна Вірджинія» отримали найбільшу модернізацію, хоча вони по міделю перевищили обмеження Панамського каналу і могли діяти лише в Тихому океані. «Меріленд», «Колорадо» та «Пенсильванія» отримали спарені башти 5"/38 DP гармат, а на «Неваді» суттєво переробили надбудову.
Десять стандартних лінкорів, які вижили, служили під час Другої світової як артилерійські платформи підтримки морських десантів. Через свою низьку швидкість вони несли службу у другій лінії, тому що не могли супроводжувати авіаносні групи, які почали домінувати у морських битвах. Шість із них прийняли останній бій лінкорів із лінкорами в військово-морській історії під час битви в затоці Лейте, де жоден із них не отримав уражень.

### Долі
«Аризона» та «Оклахома» загинули в Перл-Гарборі 7 грудня 1941 року. Їхні систершипи «Пенсильванія» та «Невада» були використані як цілі під час ядерних випробувань в 1946 році. У 1946 році на «Міссісіпі» було встановлено нові гармати та ракетні системи для випробувань. Вона пробула в строю до 1956 року. Більшість інших стандартних лінкорів було списано у 1946 або 1947 роках і переведено в резерв флоту; до 1959 року всі вони були продані на металобрухт.